# Mason Greenwood
Mason Will John Greenwood (Bradford, Inglaterra, 1 de octubre de 2001) es un futbolista británico que juega como delantero en el Olympique de Marsella de la Ligue 1.
A nivel internacional, debutó con la selección de fútbol sub-21 de Inglaterra en la fase de clasificación para la Eurocopa Sub-21 de 2021. Hizo su debut internacional absoluto en septiembre de 2020.

## Trayectoria

### Manchester United F. C.
Greenwood se unió al Manchester United a la edad de seis años, jugando en la escuela de desarrollo del club en Halifax. Después de avanzar por la academia, se unió al equipo sub-18 para la temporada 2017-18, a pesar de ser elegible para los sub-16, y terminó como máximo goleador de la Premier League North sub-18 con 17 goles en 21 partidos. En mayo de 2018 fue nombrado Jugador del Torneo cuando el equipo juvenil ganó el Trofeo ICGT en los Países Bajos.
En julio de 2018 viajó con el primer equipo en su gira de pretemporada por los Estados Unidos. El 20 de julio hizo su debut no competitivo como suplente en el minuto 76 por Luke Shaw en el empate 1-1 contra el Club América. También apareció en un empate 0-0 con los San Jose Earthquakes tres días después.
El 2 de octubre firmó su primer contrato profesional con el club. En diciembre, fue seleccionado por José Mourinho para entrenar con el primer equipo antes de su partido de la Liga de Campeones de la UEFA contra el Valencia.
El 6 de marzo de 2019, bajo la dirección de Ole Gunnar Solskjær, hizo su debut competitivo como suplente en el minuto 87 por Ashley Young en la victoria por 3-1 contra el París Saint Germain en la Liga de Campeones de la UEFA. A los 17 años y 156 días, se convirtió en el segundo jugador más joven en representar al club en una competición europea, y el más joven en la era de la Liga de Campeones.
Cuatro días después, hizo su debut en la Premier League desde el banquillo en una derrota por 2-0 ante el Arsenal F. C. para convertirse en el segundo debutante más joven en liga del club.
Fue titular con el Manchester United por primera vez en septiembre de 2019 en un partido de la Liga Europa de la UEFA contra el Football Club Astana, en el que marcó convirtiéndose en el goleador más joven del club en una competición europea a la edad de 17 años y 353 días.[cita requerida]
En enero de 2022 fue apartado del equipo por un tiempo indefinido tras verse involucrado en un episodio de violencia de género.

### Regreso al fútbol
En febrero de 2023 le fueron retirados todos los cargos y, tras varios meses con una investigación interna, en agosto club y jugador acordaron que lo mejor sería continuar con su carrera en otro lugar. Finalmente fue cedido a inicios de septiembre al Getafe C. F., equipo con el que debutó el 17 del mismo mes ante C. A. Osasuna. En el conjunto azulón disputó 36 partidos y convirtió 10 goles.
El 18 de julio de 2024 se confirmó su traspaso al Olympique de Marsella por un precio cercano a los 25 millones de euros. Es su primera temporada en la Ligue 1 consiguió 21 goles, siendo uno de los máximos goleadores de la liga y ayudando al equipo a terminar segundo y a asegurar su pase a la Liga de Campeones. Superó el récord de Didier Drogba como el jugador con más goles en su temporada de debut con el Olympique de Marsella.

## Selección nacional

### Categorías inferiores
Representó al equipo nacional de fútbol sub-17 de Inglaterra haciendo seis apariciones en 2017-18 y formó parte del equipo en el Torneo Algarve en Portugal.

### Inglaterra
El 5 de septiembre de 2020 debutó con la selección absoluta, entrando en el segundo tiempo por Harry Kane, en un partido de la Liga de Naciones de la UEFA 2020-21 ante Islandia que el conjunto inglés ganó gracias a un gol de Raheem Sterling.

### Jamaica
El 7 de marzo de 2025, tras haber disputado un solo partido con la selección inglesa, solicitó oficialmente representar internacionalmente a la selección de Jamaica, ya que es elegible por la ascendencia jamaicana de sus padres.

## Estilo de juego
Greenwood comenzó su carrera como mediocampista pero gradualmente se convirtió en un centro delantero. En mayo de 2018, el exjugador del Manchester United, Clayton Blackmore dijo: 

«Es genial con la pelota y muy bueno con ambos pies. Es el primer futbolista que veo que lanza penaltis y tiros libres con el pie contrario. ¡Nunca me he encontrado con alguien así!»

En marzo de 2019, el exentrenador de la academia Mark Senior dijo: 

«La gente dice que es como el nuevo Robin van Persie, pero no lo sé. Creo que es el mismo. No he visto a otro jugador como él. Su estilo significa su ritmo. Es engañoso porque es absolutamente rápido.»

## Estadísticas

### Clubes
Actualizado de acuerdo al último partido jugado el 15 de agosto de 2025.
| Club                               | Div.          | Temporada     | Liga nacional | Liga nacional | Liga nacional | Copas nacionales | Copas nacionales | Copas nacionales | Torneos internacionales | Torneos internacionales | Torneos internacionales | Total | Total | Total  | Media goleadora |
| Club                               | Div.          | Temporada     | Part.         | Goles         | Asist.        | Part.            | Goles            | Asist.           | Part.                   | Goles                   | Asist.                  | Part. | Goles | Asist. | Media goleadora |
| ---------------------------------- | ------------- | ------------- | ------------- | ------------- | ------------- | ---------------- | ---------------- | ---------------- | ----------------------- | ----------------------- | ----------------------- | ----- | ----- | ------ | --------------- |
| Manchester United F. C. Inglaterra | 1.ª           | 2018-19       | 3             | 0             | 0             | 0                | 0                | 0                | 1                       | 0                       | 0                       | 4     | 0     | 0      | 0               |
| Manchester United F. C. Inglaterra | 1.ª           | 2019-20       | 31            | 10            | 1             | 9                | 2                | 1                | 9                       | 5                       | 1                       | 49    | 17    | 3      | 0.35            |
| Manchester United F. C. Inglaterra | 1.ª           | 2020-21       | 31            | 7             | 2             | 7                | 3                | 2                | 14                      | 2                       | 1                       | 52    | 12    | 5      | 0.23            |
| Manchester United F. C. Inglaterra | 1.ª           | 2021-22       | 18            | 5             | 1             | 2                | 0                | 0                | 4                       | 1                       | 1                       | 24    | 6     | 2      | 0.25            |
| Manchester United F. C. Inglaterra | 1.ª           | 2022-23       | 0             | 0             | 0             | 0                | 0                | 0                | 0                       | 0                       | 0                       | 0     | 0     | 0      | 0               |
| Manchester United F. C. Inglaterra | Total club    | Total club    | 83            | 22            | 4             | 18               | 5                | 3                | 28                      | 8                       | 3                       | 129   | 35    | 10     | 0.27            |
| Getafe C. F. · España              | 1.ª           | 2023-24       | 33            | 8             | 6             | 3                | 2                | 0                | ―                       | ―                       | ―                       | 36    | 10    | 6      | 0.28            |
| Getafe C. F. · España              | Total club    | Total club    | 33            | 8             | 6             | 3                | 2                | 0                | 0                       | 0                       | 0                       | 36    | 10    | 6      | 0.28            |
| Olympique de Marsella Francia      | 1.ª           | 2024-25       | 34            | 21            | 4             | 2                | 1                | 0                | ―                       | ―                       | ―                       | 36    | 22    | 4      | 0.61            |
| Olympique de Marsella Francia      | 1.ª           | 2025-26       | 1             | 0             | 0             | 0                | 0                | 0                | 0                       | 0                       | 0                       | 1     | 0     | 0      | 0               |
| Olympique de Marsella Francia      | Total club    | Total club    | 35            | 21            | 4             | 2                | 1                | 0                | 0                       | 0                       | 0                       | 37    | 22    | 4      | 0.59            |
| Total carrera                      | Total carrera | Total carrera | 151           | 51            | 14            | 23               | 8                | 3                | 28                      | 8                       | 3                       | 202   | 67    | 20     | 0.33            |
| 1. 2.                              |               |               |               |               |               |                  |                  |                  |                         |                         |                         |       |       |        |                 |

## Vida privada
La familia de Greenwood tiene experiencia en deportes; su hermana, Ashton, es una atleta de pista. Su madre es oriunda de Jamaica, y por lo tanto, el futbolista podría representar a la selección nacional de dicho país. Cuando era niño, también participó en atletismo y rompió el récord nacional en una carrera de velocidad de 100 m.

### Arresto de 2022
El 30 de enero de 2022 fue acusado de agresión por su novia en una serie de publicaciones en sus redes sociales. Las publicaciones incluían imágenes y videos de aparentes lesiones, así como un audio donde una mujer le dice a un hombre al que llamó Mason: "No quiero tener sexo", a lo que el hombre responde: "Me importa un carajo lo que quieras... Voy a follarte, idiota... No me importa si quieres tener sexo conmigo... Te lo pedí educadamente y no lo hiciste, así que ¿qué más quieres que haga?" El hombre luego dice: "Empújame de nuevo una vez más y verás lo que te pasa".
Más tarde, el 30 de enero, fue suspendido por el Manchester United F. C. y arrestado por la Policía del Gran Mánchester bajo sospecha de violación y agresión a una mujer. El 1 de febrero fue arrestado nuevamente bajo sospecha de agresión sexual y amenazas de muerte. Para entonces, la empresa de ropa deportiva Nike había anunciado que suspendía su relación con Greenwood, y la empresa de videojuegos EA Sports había anunciado que eliminó a Greenwood de sus juegos de FIFA.
El 2 de febrero fue puesto en libertad bajo fianza a la espera de una mayor investigación. Una semana después, Nike dejó de patrocinar a Greenwood. En abril de 2022, su fianza se extendió hasta mediados de junio. Según el director ejecutivo del Manchester United, Richard Arnold, en agosto de 2023, la "presunta víctima solicitó a la policía que abandonara su investigación en abril de 2022".
El 15 de octubre de 2022 fue arrestado por presuntamente violar las condiciones de su fianza al contactar a su acusadora. Ese mismo día, fue acusado de intento de violación por un presunto incidente ocurrido el 22 de octubre de 2021, agresión con lesiones corporales reales por un presunto incidente ocurrido en diciembre de 2021 y de participar en un comportamiento controlador y coercitivo a partir de noviembre de 2018. El 17 de octubre de 2022, fue puesto inicialmente en prisión preventiva hasta el 21 de noviembre; el 19 de octubre, después de una audiencia privada en el Tribunal de la Corona de Minshull Street, se le concedió la libertad bajo fianza con condiciones de no contactar a los testigos, incluida la denunciante, y de residir en una dirección en Bowdon, Altrincham. El 2 de febrero de 2023, el Servicio de Fiscalía de la Corona retiró todos los cargos contra Greenwood, alegando la retirada de testigos clave y "nuevo material que salió a la luz".